# André de Lohéac

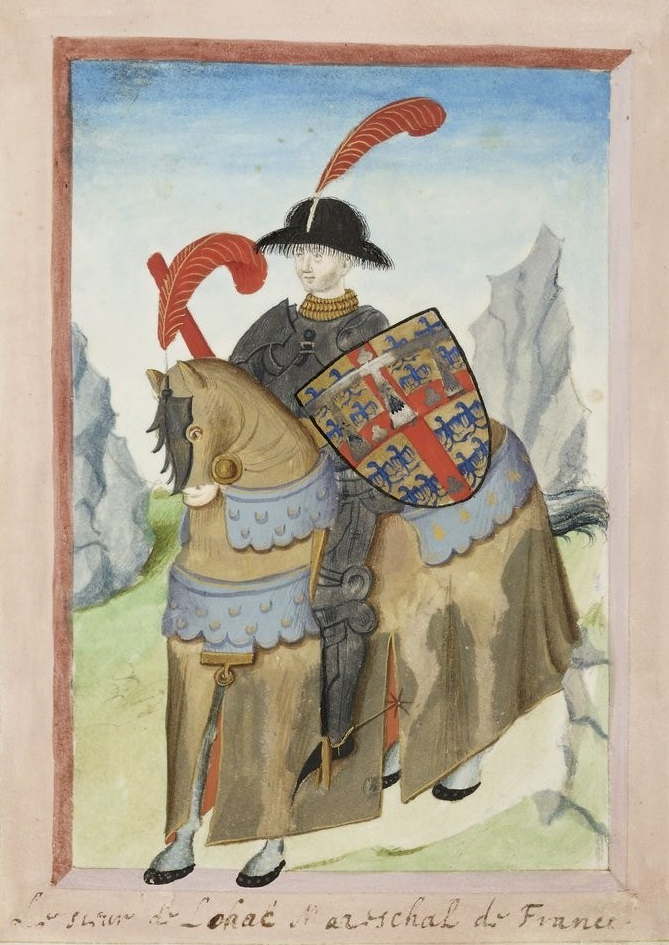
André de Lohéac.

André de Montfort-Laval (1408-29 de dezembro de 1448), chamado André de Lohéac, foi senhor de Lohéac e de Montjean, depois barão de Retz e marechal de França.

## Biografia
Nasceu no castelo de Montsûrs em 1408.
O seu primeiro feito militar fez-o com 14 anos, resistindo aos ingleses quando este invadiram Laval (1428). Acompanhou Joana d'Arc de Orléans a Reims, e o rei Carlos VII em suas expedições de 1440 a 1448. Participou na libertação da Normandia e de Bordéus e na resistência contra os Bourguignons. Entretanto, é governador de Paris e Marechal de França.
André de Lohéac e seu irmão Guy XIV de Laval tinham a particularidade de serem vassalos do ducado da Bretanha ao mesmo tempo que da coroa de França.